# Satakunta
Satakunta (finlandeză Satakunnan maakunta, suedeză Satakunda landskap) este una dintre cele 19 regiuni ale Finlandei. Capitala sa este orașul Pori.

## Comune
Satakunta are în componență 19 comune:
| - Eura - Eurajoki - Harjavalta - Honkajoki - Huittinen - Jämijärvi - Kankaanpää | - Karvia - Kokemäki - Köyliö - Luvia - Merikarvia - Nakkila - Pomarkku | - Pori - Rauma - Siikainen - Säkylä - Ulvila |

1. ↑   (PDF) https://www.maanmittauslaitos.fi/sites/maanmittauslaitos.fi/files/attachments/2021/01/Vuoden_2021_pinta-alatilasto_kunnat_maakunnat.pdf Lipsește sau este vid: |title= (ajutor)